# Kim Joo-ryoung
Kim Joo-ryoung (kor. 김주령; ur. 10 września 1976) – południowokoreańska aktorka.

## Życiorys
Kim Joo-ryoung urodziła się 10 września 1976 roku w prowincji Gyeonggi, w Korei Południowej.

## Kariera
Kim Joo-ryoung zadebiutowała na dużym ekranie w 2000 roku, występując w produkcji pt. Plum Blossom.
W 2021 roku wystąpiła w pierwszym sezonie serialu Squid Game, wcielając się w rolę Han Mi-nyao (212).

## Filmografia

### Filmy
- 2003: Zagadka zbrodni jako pielęgniarka
- 2005: Neoneun nae unmyeong jako reporterka telewizyjna
- 2006:
  - Współlokatorki jako D-Day
  - Yeui-eomneun geotdeul jako Garbuska
- 2007:
  - Geuk-rak-do Sal-in-sa-geon
  - Sal-gyeol
- 2008: Meot-jin Ha-roo jako matka So-yeona
- 2011: Do-ga-ni jako Ja-ae Yoon
- 2012:
  - Yong-eui-ja-X jako dama
  - Jam Mo Deu-neun Bahm jako Joo-hee
  - Na-eui P.S Pa-teu-neo jako kobieta żółw morski
- 2019:
  - Łowcy skarbów jako agentka nieruchomości
  - Sok-mul-deul jako Bo-ryeong Kim
- 2023: Zgubiony telefon jako Eun-mi

### Telewizyjne
- 2017: An-dan-te jako Yeong-sook
- 2020: Hwa-yang-yeon-hwa - Salm-i Kko-i Doi-neun Sun-ga jako Hwa-jin Seong
- 2021: Squid Game jako Han Mi-nyao (212)
- 2022:
  - Jo-seon Jeong-sin-gwa Eui-sa Yu-se-pung jako teściowa Eun-woo
  - Gra o wszystko jako Kajino
  - W szale zemsty jako Soo-jeong Jin
- 2023: Banjjagineun woteomellon jako Ji-mi Lim
- 2024: Królowa łez jako sekretarka/kamerdynerka